# Jef van de Vijver
Johan „Jef” van de Vijver (ur. 22 sierpnia 1915 w Teteringen, zm. 20 lutego 2005 w Roosendaal) – holenderski kolarz torowy i szosowy, trzykrotny medalista torowych mistrzostw świata.

## Kariera
Pierwszy sukces w karierze Jef van de Vijver osiągnął w 1935 roku, kiedy zdobył brązowy medal w sprincie indywidualnym amatorów podczas torowych mistrzostw świata w Brukseli. W zawodach tych wyprzedzili go jedynie Toni Merkens z III Rzeszy oraz kolejny Holender – Arie van Vliet. Na rozgrywanych dwa lata później mistrzostwach świata w Kopenhadze van de Vijver był już najlepszy, podobnie jak na mistrzostwach świata w Amsterdamie w 1938 roku. Nigdy nie wystąpił na igrzyskach olimpijskich, ale czterokrotnie zdobywał medale torowych mistrzostw Holandii (jeden srebrny i trzy brązowe). Startował również w wyścigach szosowych, ale bez większych sukcesów.